# Arnold Killisch von Horn
Arnold Killisch von Horn (* 19. Juni 1862 in Pankow, Kreis Niederbarnim, Preußen; † 29. Dezember 1939 in Berlin), geboren als Hans Max Arnold Killisch-Horn, war ein deutscher Verleger.

## Leben

### Herkunft
Killisch-Horn wurde als eines von sieben (möglicherweise sogar neun) Kindern des Berliner Journalisten und Zeitungsunternehmers Hermann Killisch-Horn und dessen Ehefrau Marie Antonie, geborene Weigel, geboren. Seine Geschwister sind Kurt (* 31. August 1856; † 15. April 1915), Georg (* 1. Juli 1859), Elsbeth, gen. „Else“ (* 12. Oktober 1860), Gertrud (* 18. April 1864), Erich (* 8. Oktober 1865) und Günther (* 16. Mai 1870).
Am 29. Oktober 1908 heiratete er in Pankow Lucie Arndt (* 11. Dezember 1886 in Berlin). Mit dieser hatte er zwei Kinder, Elsa (* 10. Mai 1910 in Budapest) und Krafft (* 18. Oktober 1916 in Berlin).

### Werdegang
Nach seinem Schulbesuch und dem Erwerb des Reifezeugnisses studierte Arnold Killisch-Horn an der Friedrich-Wilhelms-Universität zu Berlin Philosophie mit dem Schwerpunkt Rechtswissenschaft, wie bereits sein Vater. Dort promovierte er zum Doktor der Rechte.
Am 25. Februar 1889 verlor Arnold Killisch-Horn seine preußische Staatsangehörigkeit; er hatte sich nach seinem Studium von Berlin nach Friedrichroda umgemeldet, um das von seinem Vater im Herzogtum Sachsen-Coburg und Gotha erkaufte Adelsdiplom geltend zu machen. In Preußen war der Familie der Gebrauch des Adelsprädikates von seit 1852 wiederholt untersagt worden. Aus diesem Grund hatten am 2. Mai 1883 bereits seine Mutter und seine sechs Geschwister zugunsten von Sachsen-Coburg und Gotha auf die preußische Staatsangehörigkeit verzichtet. Sein Vater Hermann Killisch-Horn hatte zuvor am 3. März 1881 beim Berliner Polizeipräsidium formell „die Entlassung aus dem preußischen Unterthanenverbande“ beantragt.
Nach dem Tod seines Vaters am 23. November 1886 ging dessen Besitz an seine Mutter, dessen Witwe. Dazu zählten die drei Wohnsitze in Pankow und in Berlin, sechs Rittergüter in der Niederlausitz und die 1855 gegründete Berliner Börsen-Zeitung.
Am 11. September 1889 erwirkten die Witwe und ihre drei Söhne Kurt, Arnold und Günther bei Herzog Ernst II. von Sachsen-Coburg und Gotha eine schriftliche Bestätigung des ihrem verstorbenen Ehemann und Vater am 30. Januar 1880 gegen eine Zahlung bewilligten Adelsdiploms. Dieses bezog sich explizit auf die Adoption des Hermann Killisch durch den weitgehend mittellosen Friedrich von Horn aus dem vorpommerschen Uradel von Horn auf Ranzin, die seinerzeit von Ernst von Bülow-Cummerow vermittelt worden war. Durch die Adoption war Hermann Killisch ab August 1852 berechtigt, den Namen Horn als Familiennamen zu führen, nicht jedoch das Adelsprädikat von. In Preußen fand das Adelsdiplom eines ausländischen Staates wie Sachsen-Coburg und Gotha erst 1904 Anerkennung seitens des Berliner Kammergerichts.
Allerdings wurden in Preußen auch nach 1904 nicht alle Familienmitglieder juristisch gleich behandelt. Eine automatische Namensangleichung erfolgte nicht. Einige trugen daher den Familiennamen Killisch von Horn, andere den Nachnamen von Killisch-Horn (wie beispielsweise sein jüngerer Bruder Günther), mussten sich teils jahrelang mit den preußischen Behörden auseinandersetzen. Alle heutigen Träger des Namens Killisch-Horn sind Nachfahren des Zweiges, der von Hermann Killisch-Horn begründet wurde, bzw. von angeheirateten Personen.
Ab Februar 1903 lebte Arnold Killisch-Horn in Ungarn, 1910 wurde seine Tochter dort geboren. Seine Mutter starb am 12. Januar 1905, ihr Besitz ging zu gleichen Teilen an ihre sieben lebenden Kinder, von denen jedoch zwei ihre Anteile zu gleichen Teilen an die fünf anderen veräußerten.
Arnold Killisch von Horn hatte seinen Landbesitz in Ungarn verlassen, als der Erste Weltkrieg begonnen hatte, und war nach Berlin zurückgekehrt. Als sein älterer Bruder Kurt Killisch von Horn am 15. April 1915 starb, wurde Arnold Killisch von Horn per 1. Oktober 1916 zum Geschäftsführer der Berliner Börsen-Zeitung berufen, gemeinsam mit dem neu berufenen Chefredakteur. Seine Ehe wurde am 8. Dezember 1919 geschieden, am 9. September 1925 heiratete er ein zweites Mal. Seine Frau wurde nun Gertrud Lindner (* 10. Dezember 1893 in Berlin).
Im Jahr 1930 gab Arnold Killisch von Horn anlässlich des 75-jährigen Bestehens der Berliner Börsen-Zeitung ein gebundenes Buch heraus, das gleichzeitig als Festschrift fungierte. Es enthält neben einem Vorwort des Herausgebers auch einen Beitrag von Friedrich Bertkau zur Familiengeschichte Killisch von Horn. Nach Einführung der Wehrpflicht gründeten Killisch, Joachim von Stülpnagel und ein Vetter gemeinsam den Verlag Die Wehrmacht. Ab November 1936 erschien dann das erste Heft der militär-propagandistisch angelegten Zeitschrift Die Wehrmacht. Die Auflagenhöhe betrug 90.000 Exemplare.
Im Dezember 1938 sahen sich Arnold Killisch von Horn und sein Teilhaber Joachim von Stülpnagel aufgrund politischen Drucks gezwungen, die Berliner Börsen-Zeitung nach dreiundachtzig Jahren in Familienbesitz zu veräußern. Nur ein Jahr später starb Arnold Killisch von Horn.